# طانسية مؤنفة
طانسية مؤنفة (الاسم العلمي:Tanacetopsis mucronata) هي نوع من النباتات تتبع جنس الطانسية من الفصيلة النجمية.